# 大枝宏之
大枝 宏之（おおえだ ひろし、1957年3月12日 - ）は日本の実業家。2011年4月から2017年3月まで日清製粉グループ本社代表取締役社長を務めた。
2017年6月から日清製粉グループ本社特別顧問、及び製粉会館社長。それに加えて2018年3月から荏原製作所社外取締役、2018年6月から積水化学工業社外取締役、2022年3月から荏原製作所取締役会議長、2023年6月から日本郵政社外取締役を務める。

## 人物・経歴
兵庫県出身。明石市立大蔵中学校、兵庫県立加古川東高等学校を経て、1980年一橋大学経済学部を卒業し、日清製粉入社。1987年シカゴ大学ブース・スクール・オブ・ビジネス修了、MBA取得。一橋大学時代は、体育会ボート部の主将を務めた。ゼミナールは中村政則ゼミ(日本経済史)を専攻した。
2007年日清製粉取締役業務本部長、2008年日清製粉グループ本社執行役員及び日清製粉常務取締役、2009年日清製粉グループ本社取締役、2010年日清製粉専務取締役を経て2011年4月に54歳で最年少取締役から、日清製粉グループ本社代表取締役社長に就任。
社長に就任すると「スピードと成長・拡大」を日清製粉グループの旗印に掲げて、将来の小麦の関税撤廃と人口減少社会を見据えて、海外とのコスト競争力を強化するため、福岡新工場の建設をはじめとして国内製粉工場の臨海部への移転・集約を推し進めた。また海外事業では、社長就任後、アメリカの小麦粉市場に初めて本格的に参入し、短期間で大規模なM＆A等により子会社のMiller Milling社を全米で第4位の規模の製粉会社に育て上げるなど、北米やアジア市場を中心に日清製粉グループの海外売上高を一気に拡大をさせた。
意思決定の迅速化のため、2012年4月から日清製粉グループ本社社長と日清製粉社長その後会長を兼務した。
2017年4月日清製粉グループ本社取締役相談役、同年6月同社特別顧問、製粉会館代表取締役社長。
座右の銘は「Mileage makes champions.」一橋大学ボート部時代の合言葉で、漕いだ距離は裏切らない、練習をたくさんすればするほど強くなり努力は必ず報われる、との意味。一橋大学ボート部の同級生にJ-POWER代表取締役副社長の江藤修治がいる。
日本ロジテム取締役、製粉協会会長、国立大学法人一橋大学経営協議会委員、公益財団法人一橋大学後援会理事長、一般社団法人如水会副理事長、日本ユネスコ国内委員会副会長、公益社団法人日本ローイング協会顧問、一般社団法人一橋大学コラボレーションセンター理事、国立大学法人一橋大学社会科学の発展を考える円卓会議委員等を歴任。
このほか、2018年3月から荏原製作所社外取締役及び指名委員会委員、同年6月から積水化学工業社外取締役、2019年3月から荏原製作所社外取締役・指名委員会委員長、2020年3月から荏原製作所筆頭社外取締役、2022年3月から荏原製作所取締役会議長、2023年6月から日本郵政社外取締役を務める。